# 余炳武
余炳武（1965年12月6日—），彝族，籍贯云南凤庆县，中华人民共和国政治人物。

## 生平
1990年12月，加入中国共产党。早年供职于临沧行署财政局。1998年3月，担任临沧行署财政局党组成员、副局长。2001年11月，担任中共沧源县委书记。2006年9月，担任中共临沧市委常委、中共云县县委书记。2009年3月，改任中共腾冲县委书记。2013年2月，担任中共保山市委副书记、兼任市委统战部部长。2015年12月，担任云南省社科联党组成员、副主席。